# Gregorio Gual y Pueyo

D. Gregorio Gual-Desmur y de Pueyo, Sunyer i Sunyer, nacido en mallorca el 1670 – muerto el 10 de diciembre de 1756. VI Señor de Talapi. Mariscal de Campo en 1717. Casó con Doña Benita del Barco y Flórez. Levantó compañías a sus costas, luchó en Cataluña y Nápoles. Fue Gobernador Militar de Menorca, Teniente General de los Reales Ejércitos y varias veces Capitán General Interino (1739, 1743 y 1752).

## Familia
Hijo de Agustín Gual y Suñer, III Señor de Talapi, jurado en jefe de Mallorca en los años 1686 y 1695, y de Magdalena de Pueyo y Suñer, hija de José de Pueyo, natural de Zaragoza, que pasaría a Mallorca como abogado fiscal de la Real Audiencia (1627), acabando sus días como regente del Consejo de Aragón. De sus hermanos, el primogénito Mateo (1659-1714) fue partidario de Felipe V durante la Guerra de Sucesión, por lo que estuvo detenido en Barcelona entre 1707 y 1709, mientras que Juan, abogado de los Reales Consejos, fue oidor de la Real Audiencia durante el gobierno austracista.
Contrajo matrimonio con Benita del Barco y Flores, viuda de Fabián de Cabrera y Vega, vizconde de la Torre, con la que tuvo dos hijos. Uno de ellos, Pedro (1722-1814), fue regidor y alcalde del consistorio palmesano. Su segundo hijo, Mateo Gual (1711-c. 1778), que alcanzó el grado de coronel, fue comandante del puerto de La Guaira y gobernador interino de la provincia de Nueva Andalucía. Mateo Gual fue abuelo de Pedro José Gual Escandón, presidente de la República de Venezuela, y de Manuel Gual Curtela, héroe de la independencia venezolana.

## Vida Militar
Gregorio Gual ingresó en los Tercios de Cataluña en 1690 y al año siguiente pasó a servir a Nápoles. En agosto de 1692 volvió a Mallorca para levantar a su costa una compañía de ciento quince hombres, lo que le valió el grado de capitán. En abril de 1693 regresó a Nápoles con dicha compañía, destino en el que sirvió hasta noviembre de ese año, fecha en que pasó a Milán.
Allí fue agregado a los tercios de Saboya (1694), con los que participó en la toma de la ciudadela de Montferrato (1695), en el ataque de Turín (1696) y en la defensa de Valencia del Po como voluntario. Tras servir en la defensa de Orán (1698-1699), recibió el nombramiento de gobernador de la plaza de Alcudia (8 de agosto de 1701).
El 25 de marzo de 1706 Felipe V le nombró coronel de un Regimiento de Infantería levantado en parte a su costa. A inicios de octubre de ese año, y con motivo de la capitulación de Mallorca ante las fuerzas aliadas del archiduque Carlos, abandonó la isla junto al virrey, el conde de la Alcudia, dirigiéndose a la vecina Menorca. Allí tomó parte en la defensa del castillo de San Felipe de Mahón ante el asedio de los austracistas sublevados, y en la batalla de Biniatap (5 de enero de 1707), donde fue herido. Quedando la isla de Menorca bajo control borbónico, en febrero partió de allí con su Regimiento, el cual fue reformado en junio de ese año. Tras tomar parte en el sitio de Ciudad Rodrigo y en el asedio de Gibraltar de 1710, se le confirió la coronelía del Regimiento de Montilla (14 de mayo de 1711), y posteriormente la del Regimiento de Costa de Granada (15 de abril de 1715), el cual desde febrero de 1718 pasó a denominarse Victoria.
Ascendió a brigadier el 5 de junio de 1719, en 1722 se le confirió el gobierno de la plaza de Tuy. El 4 de noviembre de 1727 fue nombrado teniente del Rey de la plaza de Longón. 
En 1732 fue ascendido a mariscal de campo (4 de abril) y le fue conferido el gobierno de Longón (26 de septiembre), del que cesó al pasar dicho presidio al poder de Nápoles (10 de diciembre de 1736). Agregado al ejército del reino de Mallorca, en el año 1739 se le incluyó entre los mandos de la expedición que se preparaba para recuperar Menorca, que no se llegó a realizar.
En la isla ocupó interinamente la capitanía general de Mallorca en tres ocasiones: la primera entre la partida de la isla de Felipe Ramírez de Arellano y la llegada de José de Vallejo (26 de agosto-12 de noviembre de 1739), la segunda con ocasión de la muerte de Vallejo y la llegada de Juan de Castro (26 de julio-3 de septiembre de 1743) y la tercera con motivo de la defunción de José de Aramburu y la llegada del marqués de Cayro (31 de enero-9 de septiembre de 1752). En las dos últimas ocasiones desempeñó el cargo ya como teniente general, graduación que obtuvo el 2 de abril de 1741.